# Paralimnophila (Paralimnophila) alice
Paralimnophila (Paralimnophila) alice is een tweevleugelige uit de familie steltmuggen (Limoniidae). De soort komt voor in het Australaziatisch gebied.